# Ceylalictus appendiculatus
Ceylalictus appendiculatus är en biart som först beskrevs av Cameron 1903.  Ceylalictus appendiculatus ingår i släktet Ceylalictus och familjen vägbin. Inga underarter finns listade i Catalogue of Life.